# 皇家列車

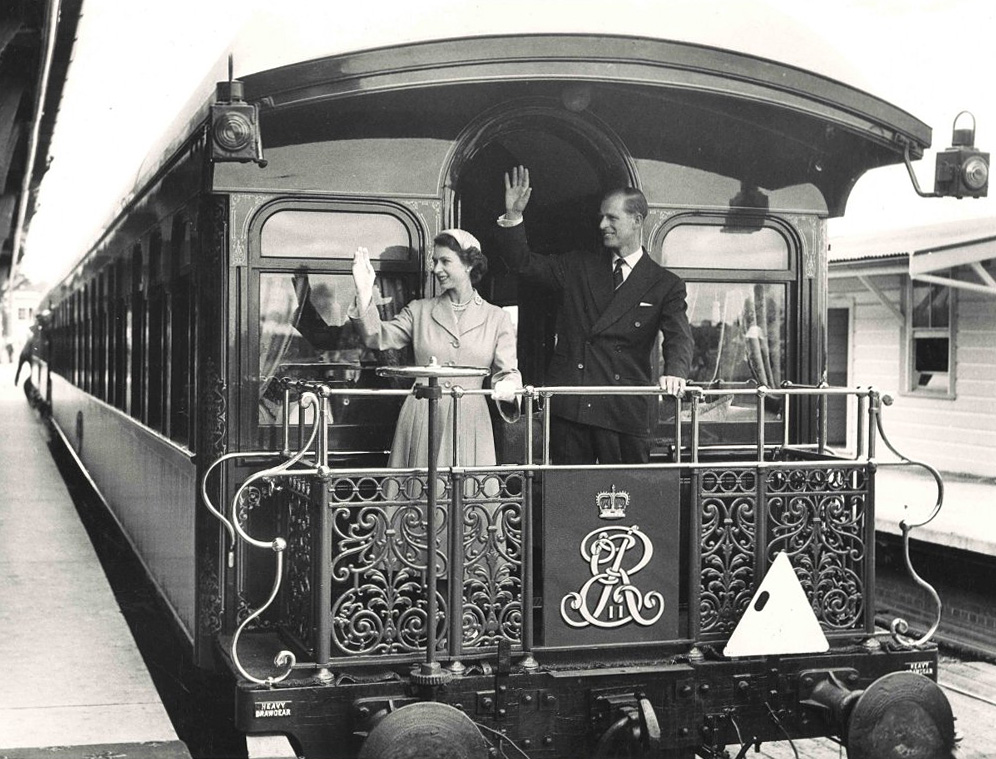
伊莉莎白二世與菲利普親王在悉尼中央鐵路車站

皇家列車是指專為君主或其親屬服務的鐵路列車。許多擁有鐵道的君主制國家設有此類列車。

## 範例

### 仍在使用
- 丹麥：皇家列車

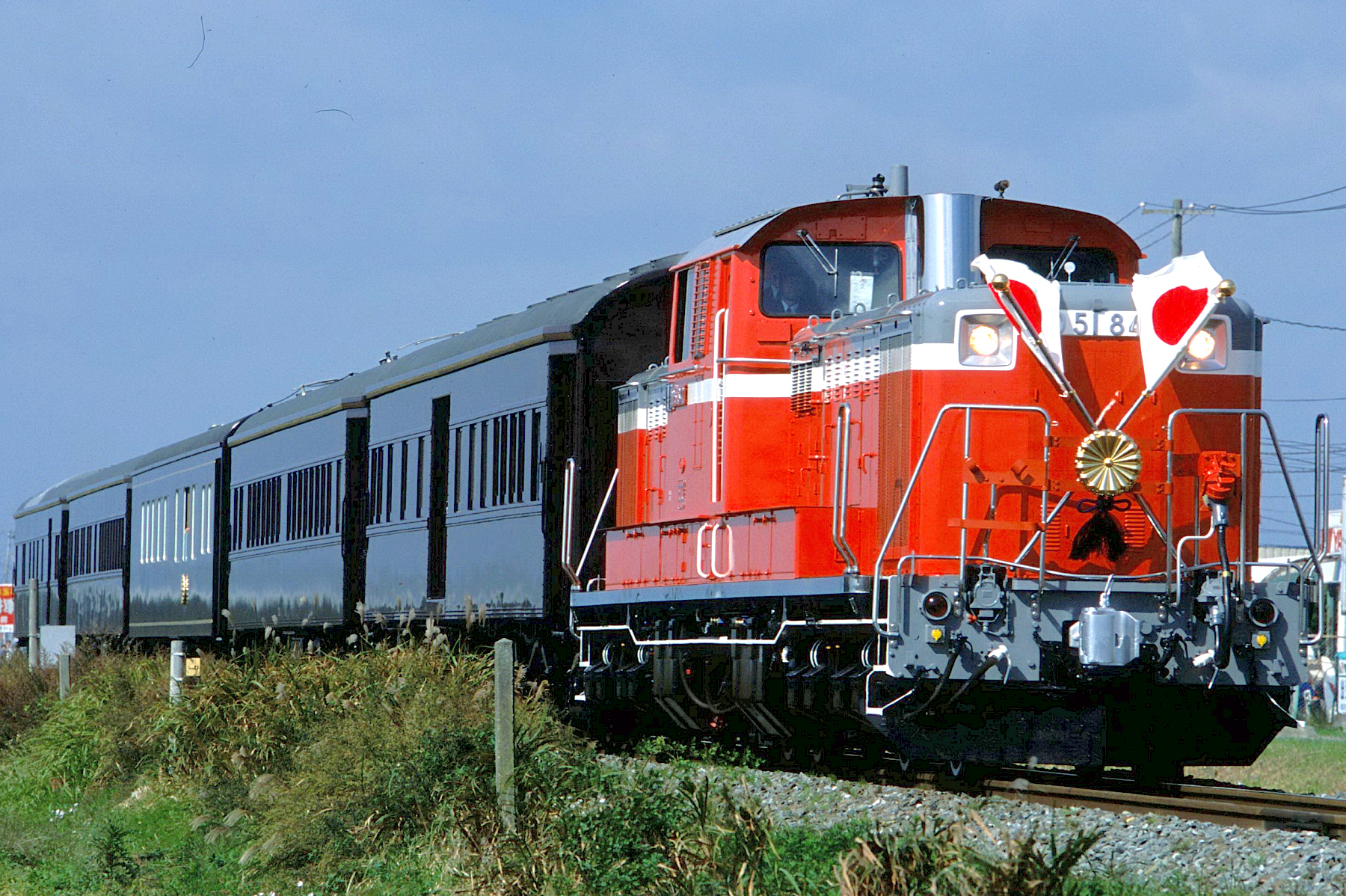
日本御召列車運行時，車身正前方須掛上國旗及皇室徽章

- 日本：稱為御召列車（日语：／ omeshi ressha */?）或御乘用列車（／ gojōyō ressha）。現役御召列車為JR東日本E655系電力動車組，但長途行幸時則搭乘新幹線[註 1]或行政專機。

- 荷蘭：皇家列車

### 可能還在使用
- 加拿大：加拿大太平洋鐵路皇家列車（英语：Canadian Pacific Railway#Royal trains）

### 已停止或廢除使用

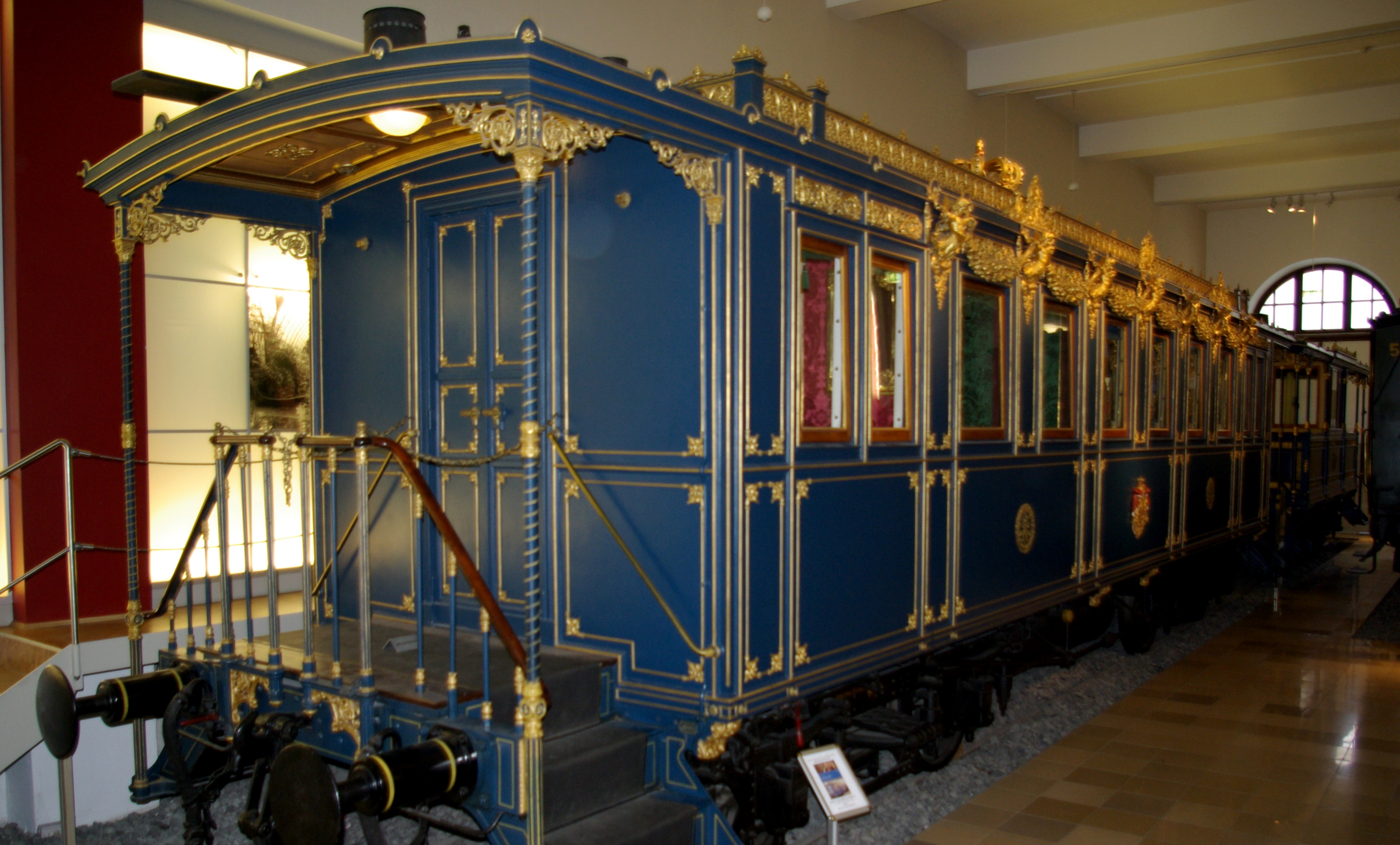
保存在紐倫堡交通博物館的路德維希二世專用車廂

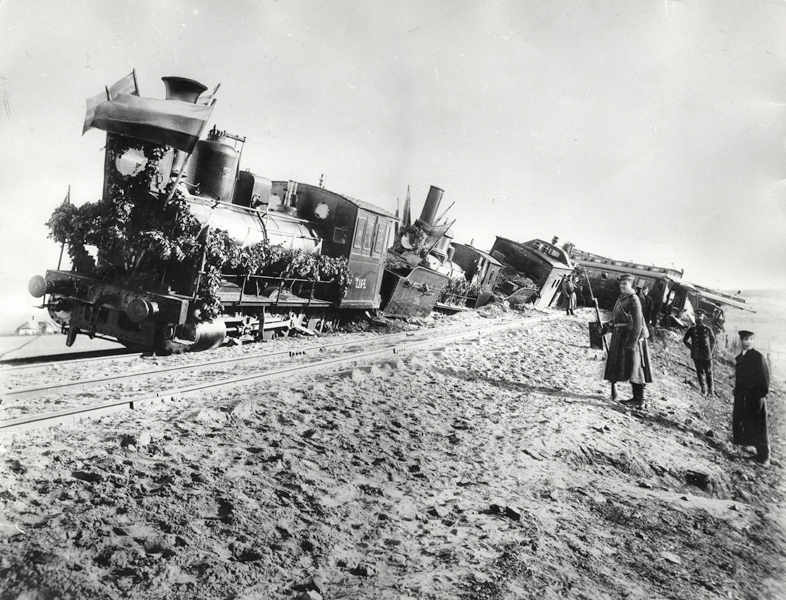
亞歷山大三世的列車在比爾基附近出軌的事故現場

- 澳大利亞：維多利亞鐵路皇家列車（英语：Victorian Railways Royal Train）
- 普魯士：皇家列車
- 俄羅斯帝國：皇家列車

## 註解
1. ↑  雖然E5系/H5系及E7系/W7系有配備特等車廂-Gran Class，但天皇均只搭乘綠色車廂

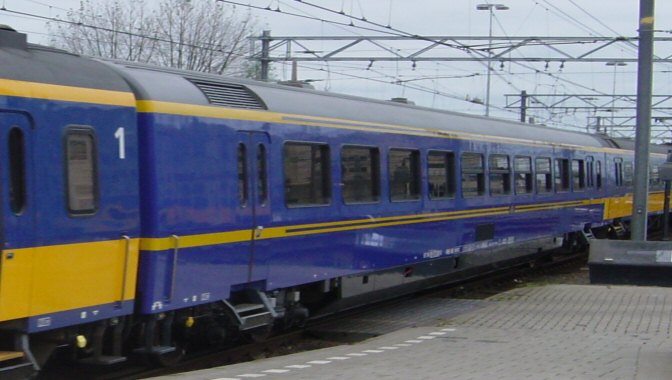
在烏特勒支中央車站的荷蘭皇家列車

## 外部鏈結
- 维基共享资源上的相關多媒體資源：皇家列車